# Зюдергеллерзен
Зюдергеллерзен (нім. Südergellersen) — громада в Німеччині, розташована в землі Нижня Саксонія. Входить до складу району Люнебург. Складова частина об'єднання громад Геллерзен.
Площа — 18,46 км2. Населення становить 1816 ос. (станом на 31 грудня 2021).

## Галерея

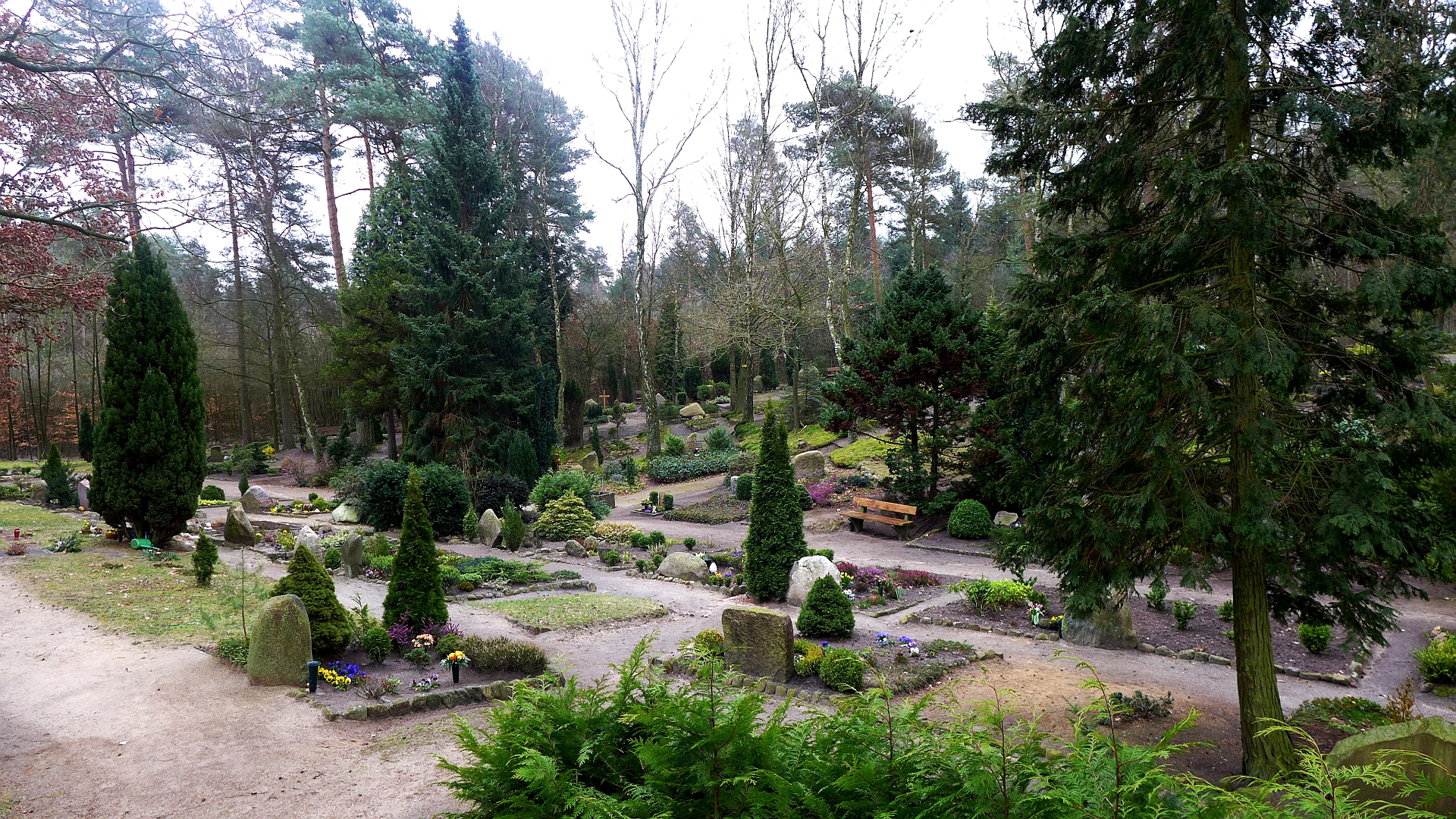